# Nâdiya
Nadia Zighem (født 19. juni 1973 i Tours) er en fransk sangerinde kendt under kunstnernavnet Nâdiya. Hun er af algiersk oprindelse. Hun er medlem af Les Enfoirés.

## Albums
| År   | Album              | Certifikat       |
| ---- | ------------------ | ---------------- |
| 2001 | Changer les choses | -                |
| 2004 | 16/9               | Platincertifikat |
| 2006 | Nâdiya             | Platincertifikat |
| 2007 | La Source          |                  |
| 2008 | Electron Libre     |                  |
| 2019 | Odyssée            |                  |

## Singles
| År   | Single                                                                       | Certifikat                                   | Album              |
| ---- | ---------------------------------------------------------------------------- | -------------------------------------------- | ------------------ |
| 1999 | Dénoue mes mains                                                             |                                              |                    |
| 2001 | J'ai confiance en toi                                                        | —                                            | Changer les choses |
| 2001 | Chaque fois                                                                  | —                                            | Changer les choses |
| 2004 | Parle-moi                                                                    | Guldcertifikat                               | 16/9               |
| 2004 | Et c'est parti... (feat. Smartzee)                                           | Guldcertifikat                               | 16/9               |
| 2004 | Si loin de vous (Hey oh... Par la radio)                                     | Guldcertifikat                               | 16/9               |
| 2005 | Signes                                                                       | —                                            | 16/9               |
| 2006 | Tous ces mots (feat. Smartzee)                                               |                                              | Nâdiya             |
| 2006 | Roc                                                                          | Guldcertifikat                               | Nâdiya             |
| 2006 | Amies-ennemies                                                               |                                              | Nâdiya             |
| 2007 | Vivre ou survivre                                                            | _                                            | La Source          |
| 2008 | Tired of Being Sorry (Laisse le destin l'emporter) (Enrique Iglesias Nâdiya) | Platincertifikat/ · Guldcertifikat i Belgien | Électron libre     |
| 2008 | No Future in the Past (Nadiya & Kelly Rowland)                               | _                                            | Électron libre     |
| 2009 | J'irai jusque là                                                             |                                              | Électron libre     |